# Milo Manara
Milo Manara (* 12. září 1945, Lüsen, Autonomní provincie Bolzano) je italský kreslíř, ilustrátor, věnující se tvorbě historických a erotických komiksů.

## Život a dílo
Milo Manara se kreslení komiksů započal věnovati až v roce 1969, kdy na sebe upozornil svojí komiksovou prvotinou Genius, předtím se věnoval hlavně kreslení a reklamě. V roce 1987 také spolupracoval např. s italským režisérem a scenáristou Federicem Fellinim.
V recenzním příspěvku na jeho komiks Klik uvedl novinář Radim Kopáč následující: „Je zdravě kritický k freudiánské psychoanalýze, jež vidí za vším sex. Vysmívá se světu mužů, který se bezhlavě žene za ženským přirozením jako pes za buřtem. Vysmívá se zkostnatělé morálce spatřující v nahém ženském těle rozchechtaného ďábla. Utahuje si z frustrací, mindráků, pocitu méněcennosti. V tom je jeho dílo nesmírně důležité.“

## Publikační činnost (výběr)

### České překlady
- Klik (orig. "Il Gioco 1,2,3 e 4"). 1. vyd. Praha: Crew s.r.o., 2017. 234 S. Překlad z italštiny: Michaela Šmakalová (Pozn.: erotický komiks)
- Borgia. 1. vyd. Praha: Crew, 2013. 207 S. (dle scénáře: Alejandra Jodorowského; kresba: Milo Manara). Překlad z francouzštiny: Richard Podaný

## Galerie

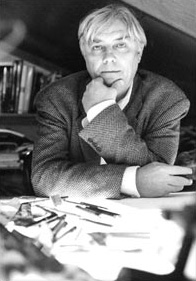
Milo Manara
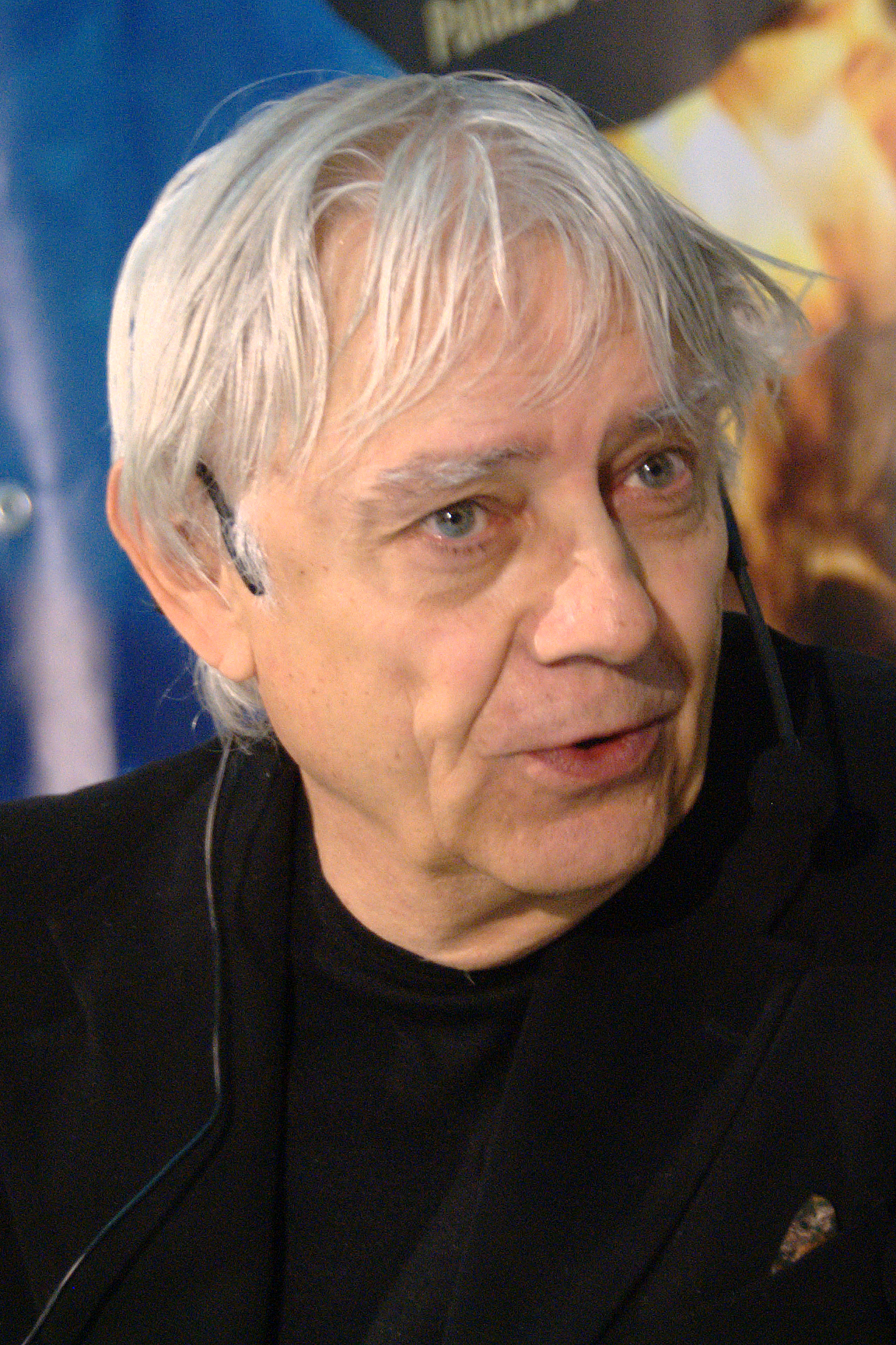
Milo Manara v roce 2009
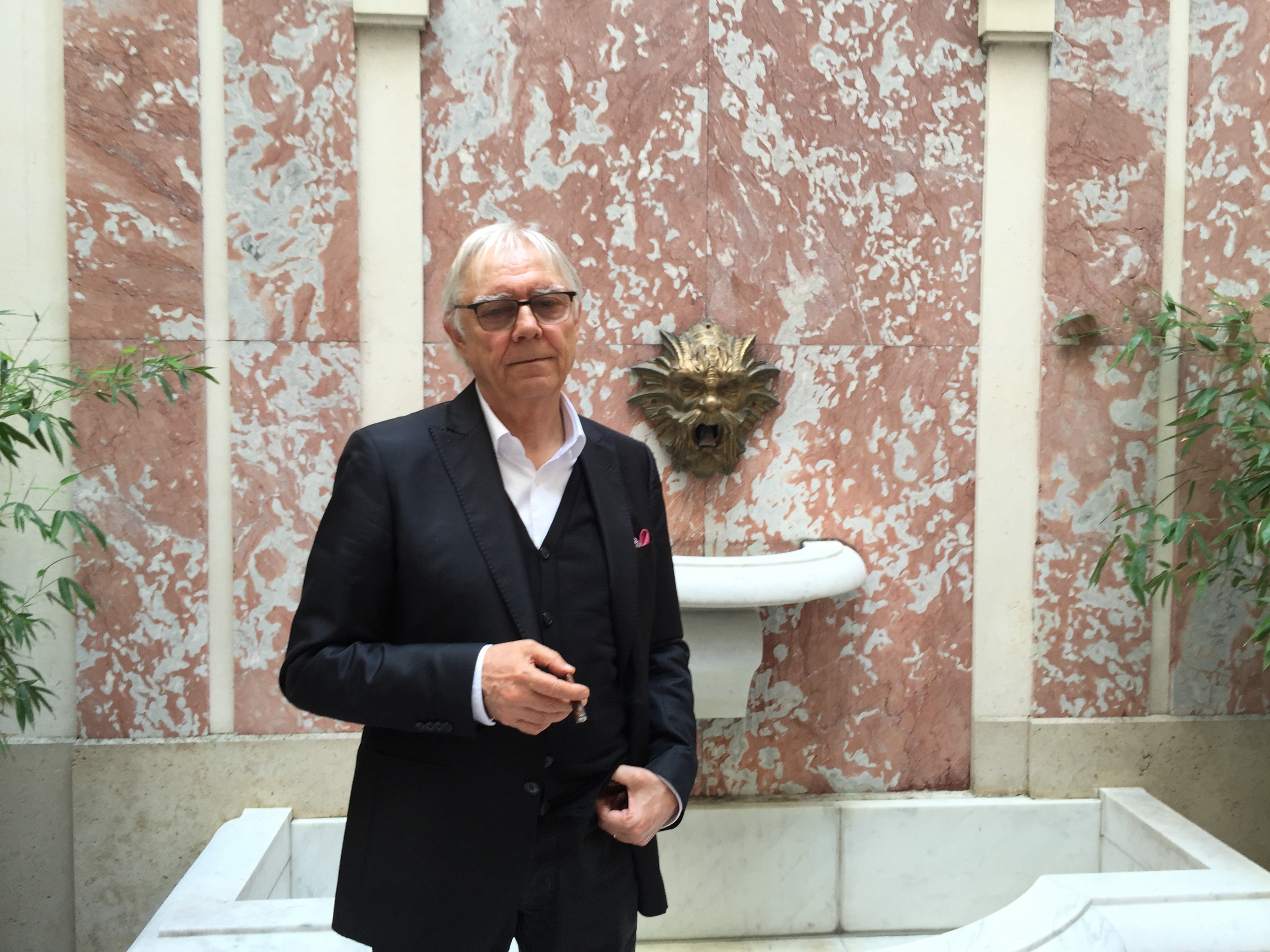
Milo Manara
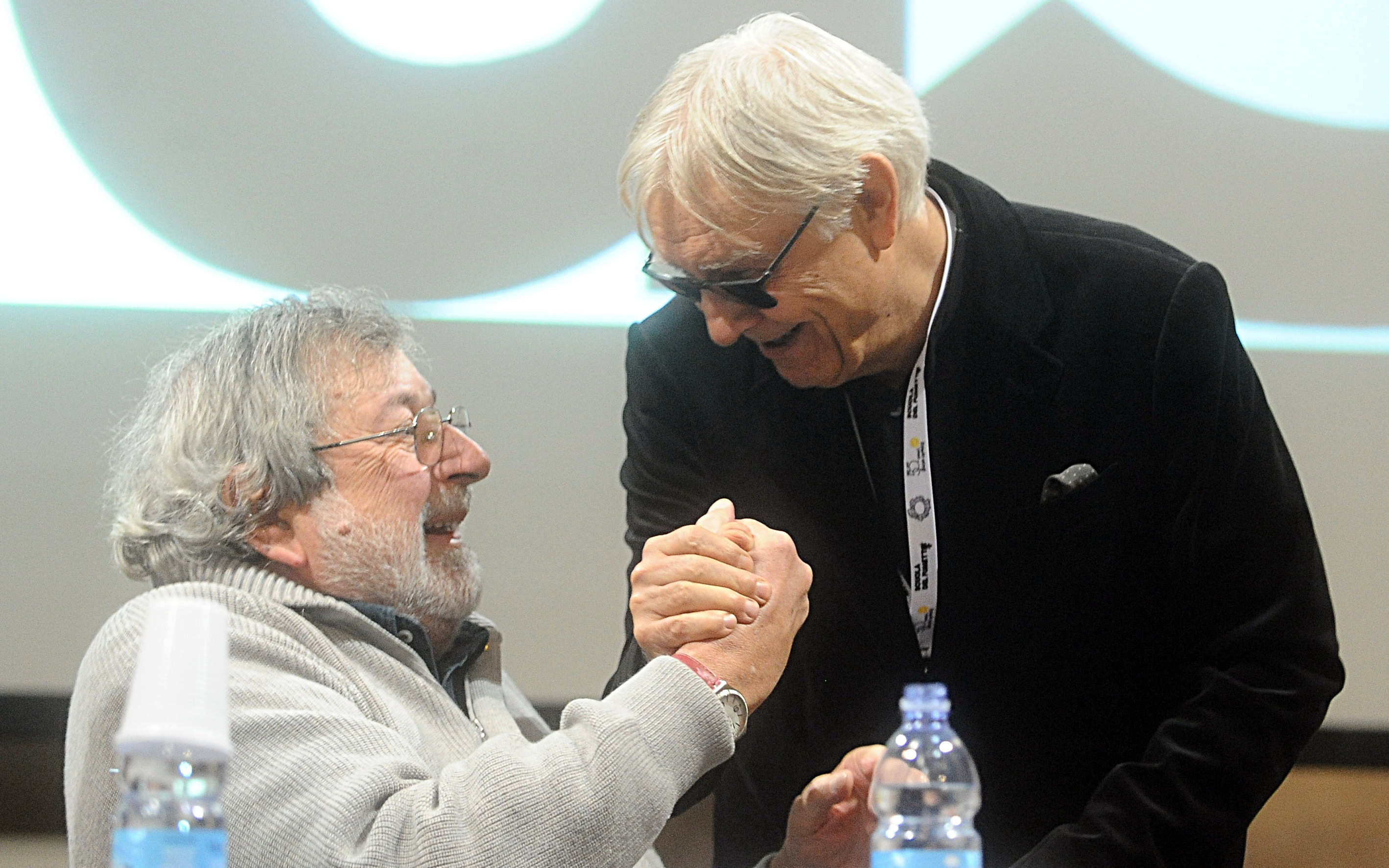
Zleva: Italský hudební umělec Francesco Guccini a Milo Manara v roce 2016